# Áccio
Áccio é um promontório da Acarnânia, na Grécia, situado à entrada do Golfo de Arta. Octávio (futuro imperador Augusto de 27 a.C. a 14 d.C.) alcançou aqui uma importante vitória sobre Marco António em 31 a.C., tornando-se assim senhor do mundo romano. Para comemorar esta vitória foram instituídos os Jogos Áccios.